# Oswald Hilliger
Oswald Hilliger (* 20. Oktober 1583 in Freiberg, Sachsen; † 25. März 1619 in Jena) war ein deutscher Rechtswissenschaftler.

## Leben
Hilliger wurde als Sohn des Ratsverwandten Oswald Hilliger (1550–1610) und dessen Frau Anna, der Tochter des Freiberger Oberhüttenverwalters Michael Schönleben, geboren. Sein Großvater war Wolfgang Hilliger aus der Freiberger Glockengießerfamilie Hilliger.
Er besuchte die Schule in Freiberg, studierte 1601 an der Universität Leipzig, 1602 an der Universität Wittenberg und an der Universität Jena, wo er 1606 zum Doktor der Rechtswissenschaften promovierte. Im Anschluss unternahm er nach der damals üblichen Sitte eine Studienreise, die ihn durch verschiedene deutsche Universitäten führte und die dortigen Größen der Rechtswissenschaft kennenlernte. 1616 erhielt er an der Universität Jena eine Professur und wurde damit verbunden zum Assessor am sächsischen Hofgericht Jena ernannt. Nach dreijähriger Tätigkeit verstarb er jedoch.
Frühzeitig war er durch seinen Wittenberger Lehrer Valentin Wilhelm Forster auf ein Studium des Hugo Donellus verwiesen worden, dessen „Commentari juris civilis“ er bald als das bedeutendste Werk der damaligen Zeit erkannte. Diesem widmete er 1610 sein Werk Donellus enucleatus, das viele spätere Auflagen erlebte.

## Werkauswahl
- Donellus enucleatus, 1610 u.ö.
- Disputatio iuridico-politica De principis Romani potestate, Jena 1618
- Dissertatio juridico-politica Feudalis De personis ad feuda idoneis, Jena 1618